# Willie Moretti
Pour les articles homonymes, voir Moretti.
Guarino « Willie » Moretti  (1894 - 4 octobre 1951) était un membre de la mafia italo-américaine. Il était un cousin du parrain Frank Costello.

## Biographie
Né dans les Pouilles en Italie, il immigre aux États-Unis au début des années 1930 pour rejoindre sa famille dans le New Jersey. De 1933 à 1951, il dirige en association avec Joe Adonis, Settimo Arccadi et Abner Zwillman les tripots très lucratifs dans le New-Jersey et dans le Upstate New-York. Ses affaires sont basées hors de ses foyers à Hasbrouck Height et Deal (localisé dans le comté de Momouth, New-Jersey)
Il est de 1937 à 1951 le Sous-Chef de la famille Luciano. Il est le successeur et l'assassin de Frank « Chee » Gusage.

## Commission Kefauver
En 1950, une commission fut nommée par le Sénat américain pour enquêter sur le crime organisé. Cette commission fut appelée la Commission Kefauver, nommée d'après son président le sénateur Estes Kefauver. Avec d'autres membres de la famille Luciano, Moretti, plus connu sous son surnom de « Willie More », était appelé à témoigner. Moretti fut un des seuls à coopérer avec la commission. Alors que les autres mafieux refusèrent de témoigner invoquant le cinquième amendement de la constitution américaine (qui autorise tous citoyens américains à ne pas témoigner contre lui-même). Moretti prit les choses à la légère, plaisantant avec la commission et joua devant les caméras. Mais en faisant cela, il viola l'omerta, la loi du silence. Ce qui eut des conséquences pour lui.

## Connexions avec Hollywood
Dans les années 1940, Moretti devint ami avec le chanteur Frank Sinatra. La première femme de Sinatra, Nancy Barbato était la cousine paternelle de John « Johnny Sausages » Barbato, un soldat de longue date de Moretti. En 1948, Sinatra chanta au mariage de la fille de John Barbato. Selon le témoignage de Moretti, il aida Sinatra pour la programmation de certains de ses concerts en retour de certains services. Il y eut aussi des rumeurs selon lesquelles Moretti aurait persuadé le chef d'orchestre Tommy Dorsey de libérer Sinatra de ses obligations contractuelles en le menaçant de le tuer. Cet incident inspira Le Parrain de Mario Puzo.
À la fin des années 1940, Moretti devint très ami avec Dean Martin et Jerry Lewis. Les deux comédiens se produisaient à la discothèque du Bill Miller's Riviera à Fort Lee dans le New Jersey. En 1947, Martin et Lewis firent une représentation au mariage de la fille de Moretti.

## Assassinat
Après s'être rendu compte que les conditions mentales de Moretti s'étaient détériorées du fait d'une infection possible, à un stade avancé de syphilis, il fut décidé de l'éliminer. Le 4 octobre 1951, au moment du déjeuner (au restaurant Joe's Elbow Room, qui était localisé au 793 Palissade Avenue à Cliffside Park dans le New-Jersey), un ou deux tueurs, dont Stefano Maggadino, ouvrirent le feu, le blessant mortellement. Il était âgé de 57 ans. Le jour de son meurtre, Martin et Lewis avaient programmé de déjeuner avec lui. Mais plus tôt dans la matinée, Lewis apprit qu'il avait contracté les oreillons et les deux hommes avaient complètement oublié le déjeuner. Plus tard, en essayant de contacter Moretti pour s'excuser et s'expliquer, ils apprirent sa mort au journal télévisé (Lewis 2005).